# Dolina Młynicka

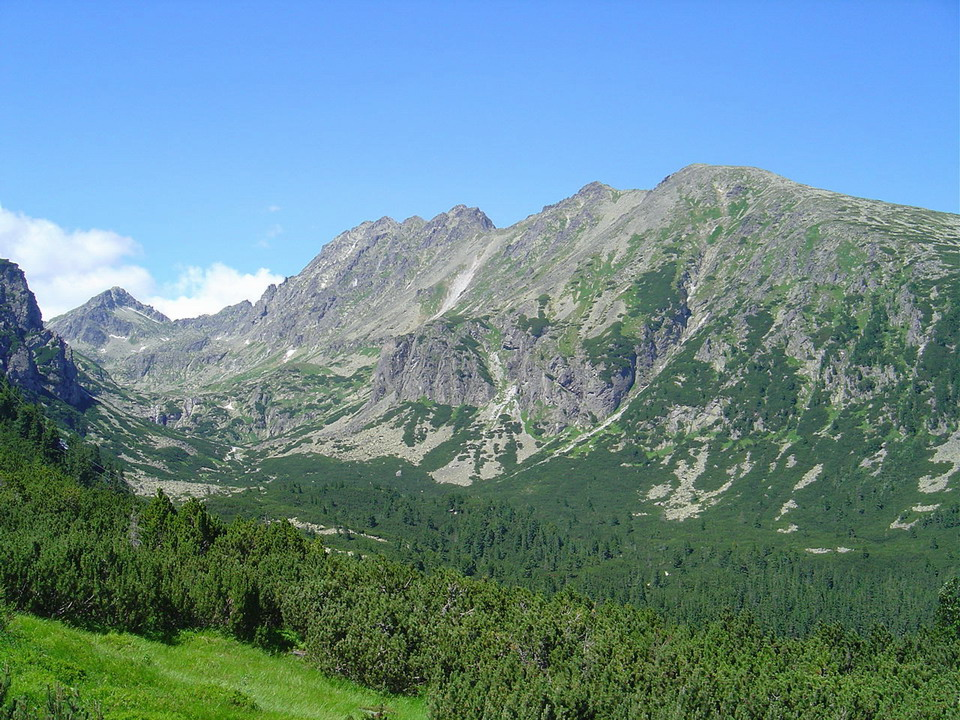
Dolina Młynicka

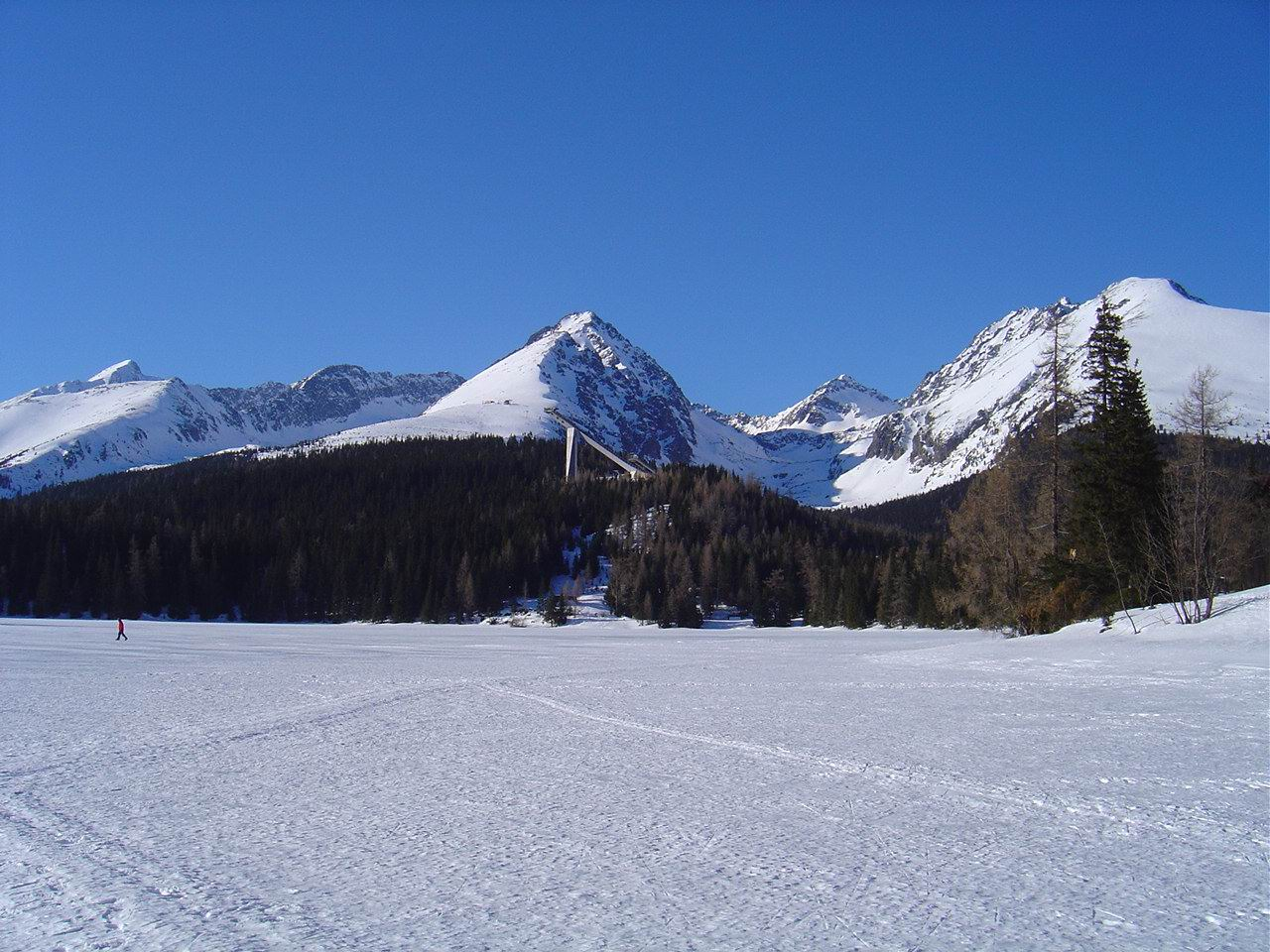
Widok na dolinę ze Szczyrbskiego Jeziora zimą

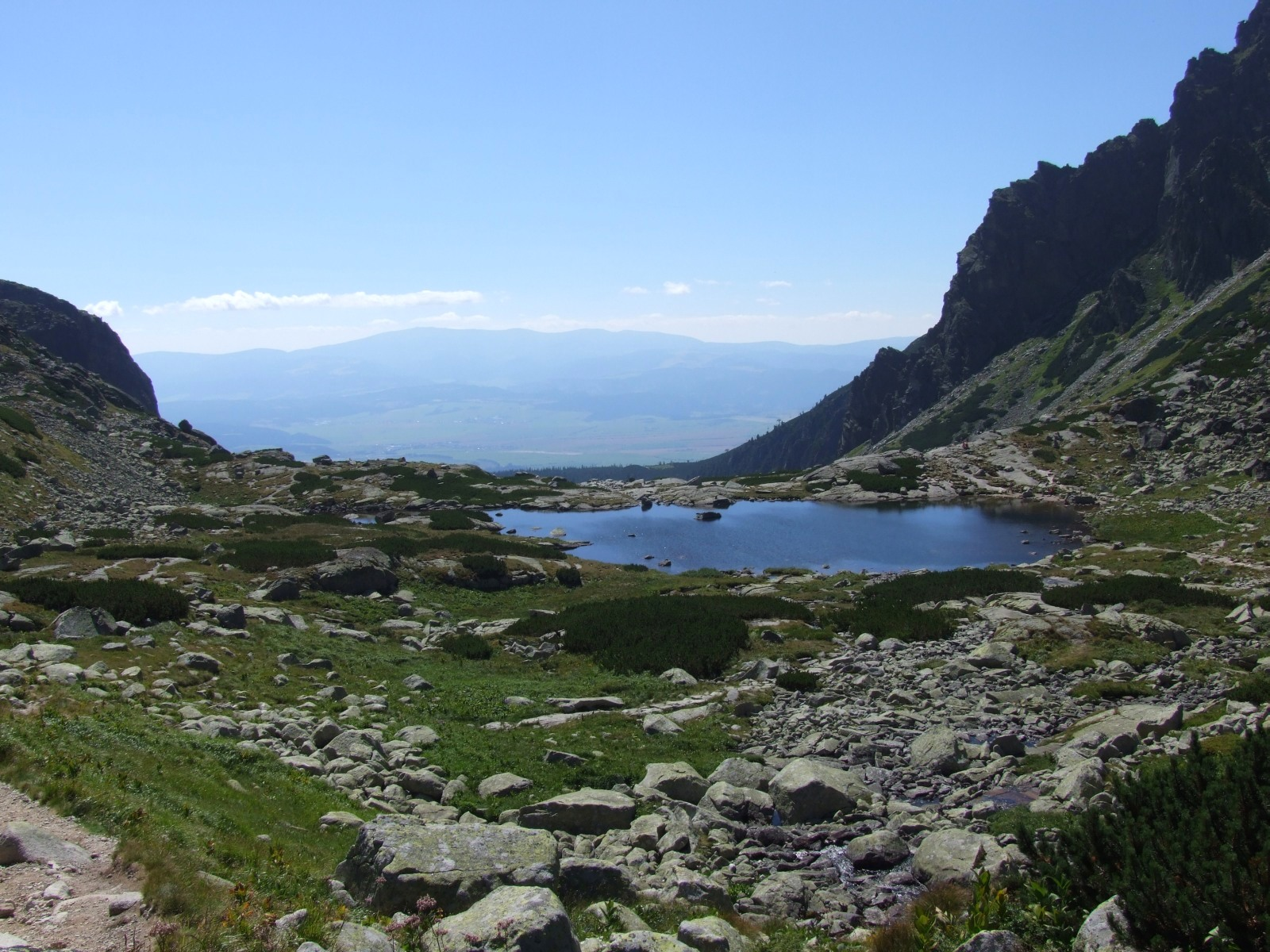
Środkowe piętro doliny i Staw nad Skokiem

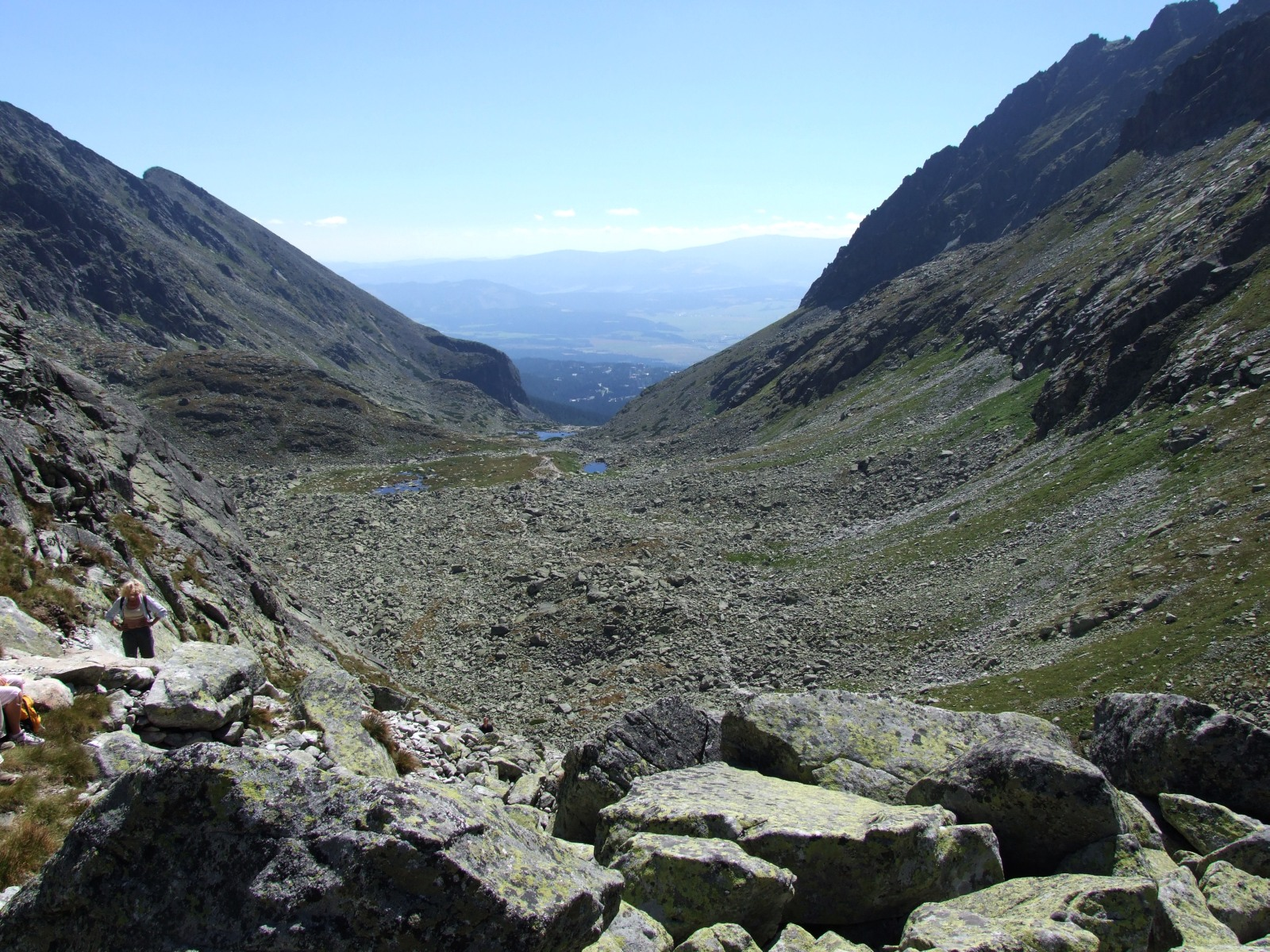
Kocioł lodowcowy z Kozimi Stawami w górnym piętrze doliny

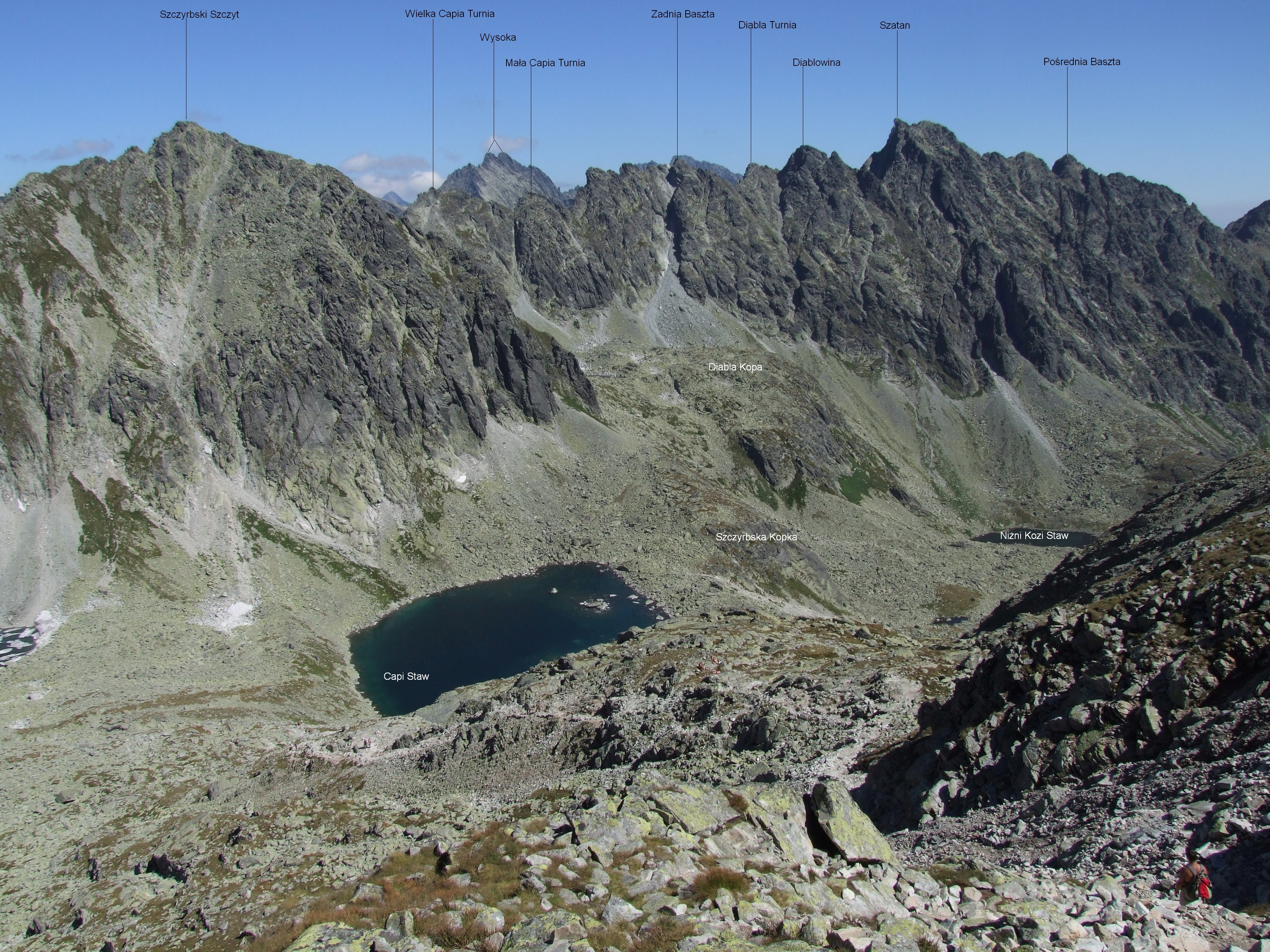
Capi Kocioł, najwyższe piętro doliny

Dolina Młynicka (niem. Mlinicatal, słow. Mlynická dolina, węg. Mlinica-völgy), dawniej błędnie nazywana Doliną Młynicy (Mlynica lub dolina Mlynica) – dolina położona na terenie słowackich Tatr Wysokich. Należy do większych dolin tatrzańskich, jej długość to ok. 6,0 km, a powierzchnia ok. 5,8 km².

## Topografia
Dolina Młynicka graniczy:
- od wschodu z Doliną Mięguszowiecką (Mengusovská dolina), rozdziela je odchodząca od Hlińskiej Turni (Hlinská veža, 2340 m) w kierunku południowo-wschodnim Grań Baszt (Hrebeň bášt) z kulminacjami w Zadniej Baszcie (Zadná bašta, 2379 m), wierzchołku Szatana (Satan, 2421 m), Pośredniej Baszcie (Predná bašta, 2373 m), Małej Baszcie (Malá bašta, 2287 m), w Skrajnej Baszcie (Patria, 2202 m) i wał Dryganta (Drigant, 1481 m)
- od północy z Doliną Hlińską (Hlinská dolina), rozdziela je fragment głównej grani odnogi Krywania na odcinku od Hlińskiej Turni przez Szczyrbski Szczyt (Štrbský štít, 2381 m) do Hrubego Wierchu (Hrubý vrch, 2428 m),
- od zachodu na krótkim odcinku z doliną Niewcyrką (Nefcerská dolina), rozdziela je kolejny odcinek grani Krywania od Hrubego Wierchu do Furkotu (Furkotský štít), oraz z Doliną Furkotną (Furkotská dolina), rozdziela je odchodząca od Furkotu Grań Soliska (Soliskový hrebeň) z kulminacjami Wielkie Solisko (Veľké Solisko, 2412 m), Pośrednie Solisko (Prostredné Solisko, 2400 m), Szczyrbskie Solisko (Štrbské Solisko, 2301 m), Skrajne Solisko (Predné Solisko, 2093 m)[3].

## Geologia i rzeźba terenu
Rejon doliny zbudowany jest ze skał krystalicznych. W czasie ostatniego zlodowacenia dolinę przykrywał lodowiec, który na jej przedpole wyniósł ogromne ilości materiału morenowego. Dolina Młynicka otwiera się na południe z niewielkim odchyleniem w kierunku wschodnim w pobliżu Szczyrbskiego Jeziora, miejscowości (Štrbské Pleso) i jeziora (Štrbské pleso) o tej samej nazwie. Dolna część doliny jest lesista, powyżej wodospadu Skok (Skok) krajobraz zmienia się na skalisty, w górnej części wznosi się tarasowo, występuje kilka pięter oddzielonych wysokimi progami skalnymi. Najwyższe piętro doliny rozdzielone jest południowym grzbietem Szczyrbskiego Szczytu na dwa dobrze wykształcone cyrki lodowcowe: Capi Kocioł (Szczyrbski Kocioł) i Kozi Kocioł (Młynicki Kocioł), w kotłach tych znajdują się stawy.
Dzięki temu, że dolina jest wyjątkowo prosta, z rejonu Szczyrbskiego Jeziora jest widoczna na całej długości. Wyróżnia się w niej kilka równi. Najniższa, to obecnie zabudowana infrastrukturą turystyczną Przednia Polana. Poziomy fragment poniżej wodospadu Skok to Pośrednia Polana. Rówień powyżej Skoku to Zadnia Polana.

## Sieć wodna
Przez dolinę płynie potok Młynica (Mlynica, Mlynický potok), dopływ Popradu. W dolinie znajduje się kilka stawów:
- Staw pod Skokiem (Pliesko pod Skokom) i Staw nad Skokiem (Pleso nad Skokom, ok. 1801 m), stawy położone w sąsiedztwie wodospadu,
- Wołowe Stawki (Volie plieska): Niżni (Nižné Volie pliesko) położony na wysokości ok. 1941 m i Wyżni Wołowy Stawek (Vyšné Volie pliesko, ok. 1980 m),
- Kozie Stawy (Kozie plesa) – Mały Kozi Staw (Malé Kozie pleso), Niżni Kozi Staw (Nižné Kozie pleso, ok. 1943 m), Wyżni Kozi Staw (Vyšné Kozie pleso, ok. 2109 m),
- Capi Staw (Capie pleso, ok. 2075 m) – 3,0 ha i ok. 17,0 m głębokości,
- Kolisty Staw (Okrúhle pleso, 2105 m)[1].

## Turystyka
Dolina od dawna była użytkowana przez mieszkańców Szczyrby, którzy wypasali w niej bydło. Od nazwy tej wsi powstała najstarsza nazwa doliny: Dolina Szczyrbska. Nazwa ta figuruje na rękopiśmiennej mapie Tatr z 1822 r., przechowywanej w wiedeńskim Kriegs-Archiwum (oddział austriackiego Archiwum Państwowego), której autorami byli austriaccy wojskowi topografowie przygotowujący tzw. franciszkowe zdjęcie Węgier (obecna nazwa powstała dopiero w drugiej połowie XIX w.). Także myśliwi i turyści docierali do Doliny Młynickiej od dawna. Zimą jako pierwsi w dolinie byli E. Baur, Alfred Martin i H. Schäfer 4 stycznia 1906 r. Obecnie jest jedną z najczęściej odwiedzanych przez turystów doliną. Do wodospadu Skok trasy czynne są przez cały rok, powyżej tylko w sezonie letnim (15 VI-1 XI). U wylotu doliny, powyżej Szczyrbskiego Jeziora znajduje się luksusowy hotel „Patria”, trasy spacerowe i duży ośrodek sportów zimowych. Na zboczach Skrajnego Soliska duży stadion biegowy i skocznia narciarska.
  – żółty szlak ze Szczyrbskiego Jeziora dnem Doliny Młynickiej obok wodospadu Skok i dalej na Bystrą Ławkę, położoną nieco na południe od przełęczy Bystry Przechód (dawniej szlak wiódł prosto przez tę przełęcz), stamtąd dalej do Doliny Furkotnej. Przejście szlakiem przez przełęcz jest dozwolone w obie strony, jednak zalecany jest kierunek z Doliny Młynickiej do Furkotnej w celu uniknięcia zatorów na łańcuchach.
- Czas przejścia ze Szczyrbskiego Jeziora do wodospadu: 1:30 h, ↓ 1 h
- Czas przejścia znad wodospadu na Bystrą Ławkę: 2 h, ↓ 1:35 h

  – dolną częścią doliny przebiega znakowana czerwono Magistrala Tatrzańska na odcinku ze Szczyrbskiego Jeziora do Doliny Mięguszowieckiej. Czas przejścia z osiedla nad Popradzki Staw: 1:15 h, z powrotem 1:05 h.
25 czerwca 1979 r. na terenie Doliny Młynickiej miała miejsce katastrofa śmigłowca Mi-8, lecącego z pomocą rannej turystce. Śmigłowiec runął w rejonie południowych stoków Szczyrbskiego Szczytu, poniżej progu Capiego Stawu. W wyniku wypadku z 9 osób na pokładzie życie straciło 7 osób.